# Porc d'Or
Els Porc d'Or són uns guardons creats per l'IRTA el 1994 amb l'objectiu de reconèixer el treball d'aquelles empreses i explotacions del sector porcí que, gràcies a la seva professionalitat i esforç i a la utilització de les millors tècniques de producció, són capaces de superar els nous reptes que contínuament apareixen en el desenvolupament d'aquesta activitat, actuant com a puntes de llança del sector porcí estatal.
Els premis Porc d'Or compten amb el suport de Zoetis, Interporc i l'Ajuntament de Lorca com a coorganitzadors de l'acte. Zoetis, empresa líder de salut animal, descobreix, desenvolupa, fabrica i comercialitza medicaments i vacunes d'ús veterinari. L'empresa té un clar compromís amb la indústria porcina, que es reflecteix no només en l'esforç inversor que realitza en R+D+i, sinó també en el seu suport a iniciatives que, com els Premis Porc d'Or, estimulen la millora contínua i el creixement del sector productor de porcí a l'Estat. A més, els premis compten amb el suport de l'Ajuntament de Lorca i, per tercer any consecutiu, amb el de la Interprofessional del Porcí de Capa Blanca (Interporc).
El 2015 el màxim guardó va ser per la Granja Sant Martí de Centelles.